# Замандаштар
Замандаштар — башкирская опера, написанная в 1970 году композитором Х. Ф. Ахметовым на либретто Б. Бикбая.

## Описание
Опера композитора Х. Ф. Ахметова Замандаштар («Современники») в 3 действиях с эпилогом была написана в 1970 году. Её премьера состоялась 11 декабря 1970 года на сцене Башкирского государственного театра оперы и балета (ГТОиБ). Постановка была приурочена к 100 летию со дня рождения В. И. Ленина (либретто Б. Бикбая).
Дирижёр — Н. Г. Сабитов;
Режиссёры-постановщики — М. Х. Хисматуллин;
Хормейстер — Л. Х. Исхакова;
Сценограф — В. И. Плекунов.
В главных партиях были заняты артисты: Н. З. Абдеев (Ильяс), С. К. Галимова (Гульсум), С. А. Аскаров (Клёнов), Т. Ф. Сагитов (Курамша), З. А. Фархутдинова (Бибинур), Хисматуллин (Уралов).
24 февраля 1986 года на сцене Башкирского государственного театра оперы и балета состоялась премьера 2-й редакции оперы (либретто Б. Бикбая).
Дирижёр — Г. Х. Муталов;
Режиссёры-постановщики — Ф. А. Ярышев;
Хормейстер — Э. Х. Гайфуллина;
Сценограф — Плекунов.
В главных партиях выступали: Абдеев (Ильяс), Галимова (Гульсум), О. З. Кильмухаметов (Клёнов), Сагитов (Курамша), Фархутдинова (Бибинур), Р. Ф. Кучуков (Уралов).
Опера «Современники» — яркий документ своей эпохи.

## Сюжет
Действие оперы происходит в 30-70-е годы XX века.
Сюжет оперы построен на противоречии между строителями социализма в СССР, которых олицетворяет управляющий нефтепромыслом Тагир Уралов с женой Зухра и дочерью Гульсум, молодой инженер Ильяс и их врагами, которых представляет сын кулака Курамша Баталов и его знакомый Абдрахман. Сын кулака хочет воспрепятствовать промысловикам строить социализм, разрушить их жизнь поджогом промысла.
Действие первого акта происходит на берегу реки Агидели (Белая). На фоне танцев и хоров нефтяники отмечают пятилетие первой выдачи нефти. Башкирские и русские хоры убедительно напоминают зрителю о дружбе народов. Секретарь комитета коммунистической партии промысла Иван Кленов беседует со своими работниками и рассказывает им о трудовых успехах. Здесь же управляющий нефтепромыслом Тагир Уралов поет застольную песню, в которой прославляет борьбу пролетариата во имя светлого будущего. Пение начальников подхватывает хор. Пение промысловиков и их начальников воплощает единство партии и народа.
Но в самый разгар гулянья кулак Курамши Батталов убивает управляющего Тагира. Хор песней «Как ясным днем с неба гром ударил» в лице промысловиков оплакивает смерть Тагира.
Второй акт происходит в 60-е годы на нефтепромыслах у города. Убийца Тагир Курамша живёт с чужим паспортом под видом сторожа Буребая. Он ненавидит строителей развитого социализма, поскольку при царе окружающие земли принадлежали его отцу, сосланному в Сибирь. Его помысли направлены на возврат собственности, как это было сделано в отношении национализированной при социализме собственности в XXI веке в Прибалтике.
Злобный Курамши поёт в опере в низком регистре. Он подговаривает заместителя начальника продтехснабжения Абдрая (Абдрахмана Курсаева) распустить слухи будто бы инженер Ильяс является сыном Курамши. Это известие могло бы развести Ильяса и ударницу труда (дочь Тагира Уралова) Гульсум. Абдрай — легкомысленный начальник, ему соответствует и музыка оперы.
Тут показывается оператор нефтепромысла Бибинур, которая любит Абдрая.
На торжественном собрании в следующей картине передовикам труда вручают переходящее Красное Знамя. Хор поет «Гимн труду». В президиуме собрания собрались почетные гости. В зале Ильяс, Гульсум, Иван Кленов, мать Гульсум — Зухра. Зухра узнаёт убийцу своего мужа Курамшу. Буребай, он же Курамша, всё отрицает и уходит из зала. Тут выступает Абдрахман и говорит, что Ильяс — законспирированный враг и сын Курамши. Прибегает Бибинур и говорит, что Курамша жжёт нефтепромыслы.
В третьем акте в сквер больницы в печали приходит навестить больную мать Гульсум. Зухра тоже вся в раздумьях, не желая породниться с сыном кулака. Но тут промысловик Иван поёт ариозо «Все „враг“ да „враг“ твердишь», в котором он поет, то сам раньше был жертвой клеветы и даже отсидел 17 лет в лагере как враг народа. Там он усыновил, сбежавшего убежавшего из детдома Ильяса.
Курамша, не успевший взорвать прииски, видит проходящих счастливых Гульсум и Ильяса, со зла пятится и падает с обрыва в реку.
В эпилоге оперы мелодия хора «Гимн Солнцу» («Ҡояшҡа гимн») славит победу промысловиков над силами зла.